# فناء الأول
فناء الأول مركز ثقافي ومعلم تاريخي يقع في الحي الدبلوماسي (حي السفارات) في الرياض، افتتحته وزارة الثقافة السعودية عام 2022، سابقاً كان مقر البنك السعودي الهولندي الذي يُعرف حالياً بـ"البنك الأول" وهو أول بنك تجاري يعمل في المملكة العربية السعودية والذي أُسس عام 1926. وحالياً حول لمعلم ثقافي يحمل اسم فناء الأول، لاستضافة المعارض والفنون.

## البناء والتصميم
صُمم مبنى البنك في عام 1988 من قبل شركة "العمرانية". ويُعد المبنى من المعالم البارزة في الحي الدبلوماسي (حي السفارات)، وهو عبارة عن هيكل مربع الشكل يتميز بالواجهة البيضاء، والأعمدة الأسطوانية الكبيرة، والسقف المزخرف بنقوش مستوحاة من العمارة النجدية التقليدية.

## المرافق
تقوم فكرة المركز على خلق مساحة تبادل ثقافي عالمي، ومنصة تجمع المبدعين وأصحاب المواهب ومن أبرز المرافق:
- حديقة المنحوتات: مجموعة من 6 منحوتات، تم تصميم معظمها خصيصاً لفناء الأول، وتوفر للزوار فرصة لاكتشاف أعمال الفنانين العالميين والمحليين المشهورين.
- المكان ثالث: مقهى ومكتبة فنية ومساحة للنقاش وتبادل الآراء، وإقامة الورش والمحاضرات.[2]
- معارض فنية: لاستضافة الأعمال الفنية المحلية والدولية، وقد احتضن المركز معرض "ذاكرة الإيداع" الذي يتناول تاريخ ونشأة العملة السعودية من زاوية فنية.[1]